# 旧中込学校

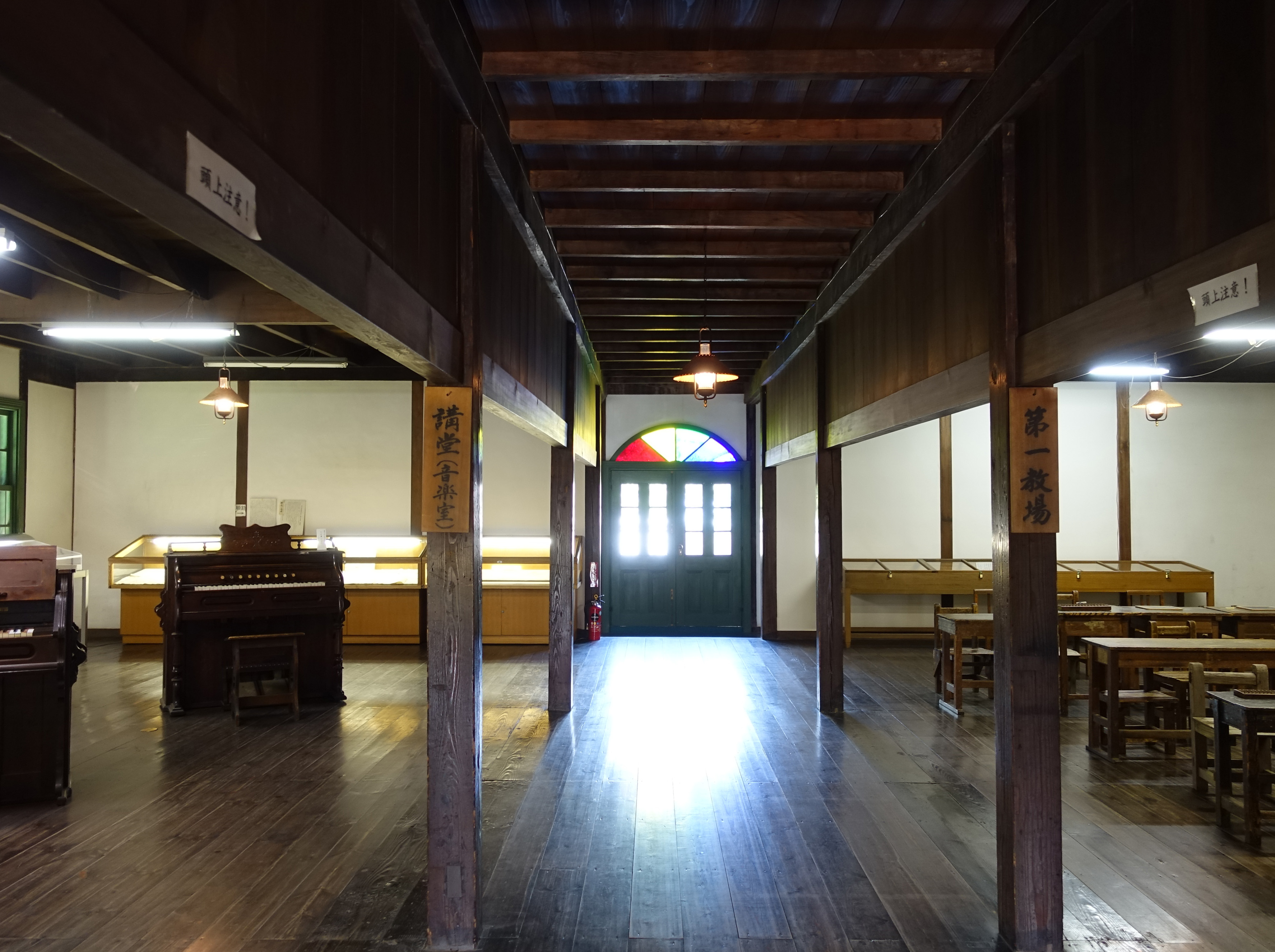
1階

旧中込学校（きゅうなかごみがっこう）は、長野県佐久市中込にある重要文化財。

## 沿革
1872年の学制発布を受け、1873年に佐久郡下中込村・今井村・三河田村の三村組合立の成知学校が開校。当初は下中込村の小林寺を仮校舎とした。1874年には新校舎建設に動きだし、1875年12月に完成した校舎へ移転。1876年5月に「第6大学区第17中学区第7番中込学校」と名称を改める。
明治期の長野県は初等教育に力を注ぎ「教育県」とまで言われていたが、その中でも最初に建てられた本格的な校舎が中込学校である。下中込村の村民が校舎新築を決意したのは、村出身の大工・市川代治郎が自分なら安くて良い校舎を実現できると請け負ったからだと言われている。建設費は請負契約では380円となっていたが、大幅に費用がかさみ村民の負担と村内篤志家の寄付で総工費のほとんどをまかなって建設された。最終的な建設費は6000円超となったことから、後々まで村の財政を圧迫した。
1919年に新校舎が完成すると、旧校舎は中込町役場、中込町公民館、中込支館、佐久市役所分室、佐久市開発公社に再利用された。
1966年1月27日に長野県宝に指定。1969年3月12日に「旧中込学校校舎（附 学校新築請負書・新築入費勘定帳・学校新築諸入費調帳）」として国の重要文化財に指定され、同年4月12日に「旧中込学校」として敷地を含めて国の史跡に指定された。

## 建築概要
アメリカのサクラメントへの渡航経験を持つ、棟梁・市川代治郎の設計および施工により建設された擬洋風建築である。甲州地域の擬洋風校舎の中でも早い時期のものであることに加え、日本の擬洋風校舎では類例がないほどアメリカの影響を強く受けている点で重要な意味を持つ建物である。
建築面積259.4平方メートル。木造2階建、屋根は寄棟造妻入、桟瓦葺き。正面に玄関ポーチとベランダを設け、屋上に平面八角の塔屋を設ける。外壁は漆喰塗の大壁（柱を塗り込めて外部に見せない）とし、窓回りのアーチ形や建物四隅の隅石形は黒漆喰で形成する。正面側を除く他の3面は腰壁（1階窓から下）を下見板張りとする。内部は1・2階とも奥行方向に廊下を設け、その左右に部屋を配する中廊下式平面である。1階は玄関の左右に小部屋（小使室、控所）を設け、その先は右手に2階への階段と宿直室があり、その奥は講堂と教室とする。講堂・教室間の廊下は内法から上を板壁、下を開放とする。室内は板張りだが、1階奥の奥行半間分は土間とし、もとあった付属屋への通路となっている。2階は廊下の左右に校長室、教員室、教室など計6室を配する。玄関扉上の半月窓と、2階廊下突き当りの円窓にはそれぞれ色ガラスを嵌めこむ。
間取りはアメリカの1870年頃の小学校を写した物となっており、玄関の左右に男女別のワードローブ、その先全体が1つの教室となっている。塔の形も、望楼風に勾欄を巡らし釣灯籠に近いプロポーションをとる擬洋風の塔ではなく、ペンキ塗りの下見板張りで細長いプロポーションとなっており、イギリスからアメリカに渡った物を参考にしたとみられている。一方、正面の二層のベランダは横浜の外国人居留地に建てられたコロニアル様式、コーナーストーンを配した石張り風の漆喰壁は林忠恕の擬洋風官庁、礎石と柱頭飾りは江戸時代の寺院の礎石、といったように擬洋風らしく様々なデザインが取り入れられている。
八角塔には太鼓をつるしてあったことから「太鼓楼」、窓にはすべてガラスがはめられたことを珍しがり「ギヤマン学校」などとも呼ばれた。太鼓楼の天井には世界各地の首都を示す方位図が描かれている。